# Sega Game Gear

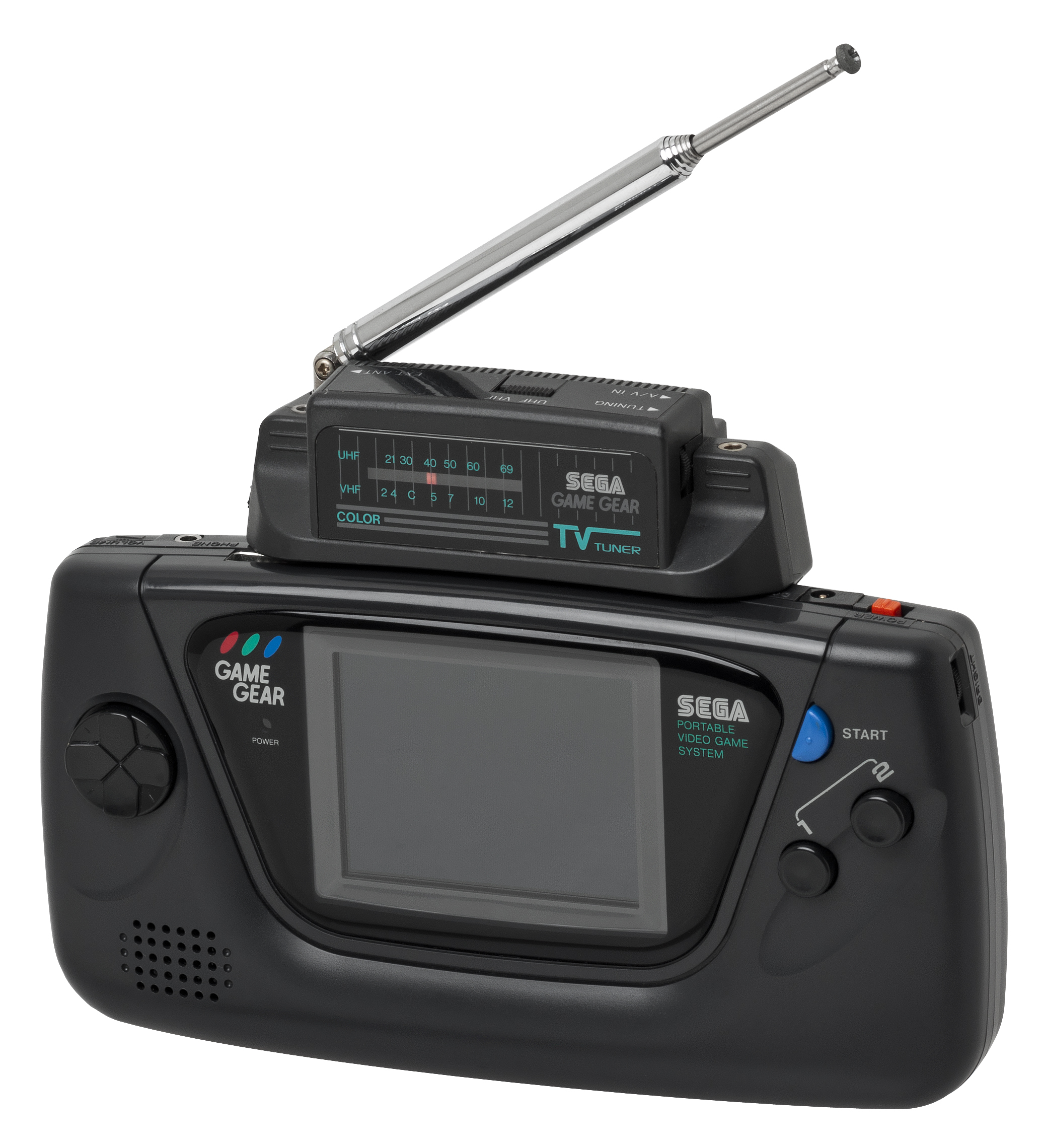
Game Gear mit TV-Tuner

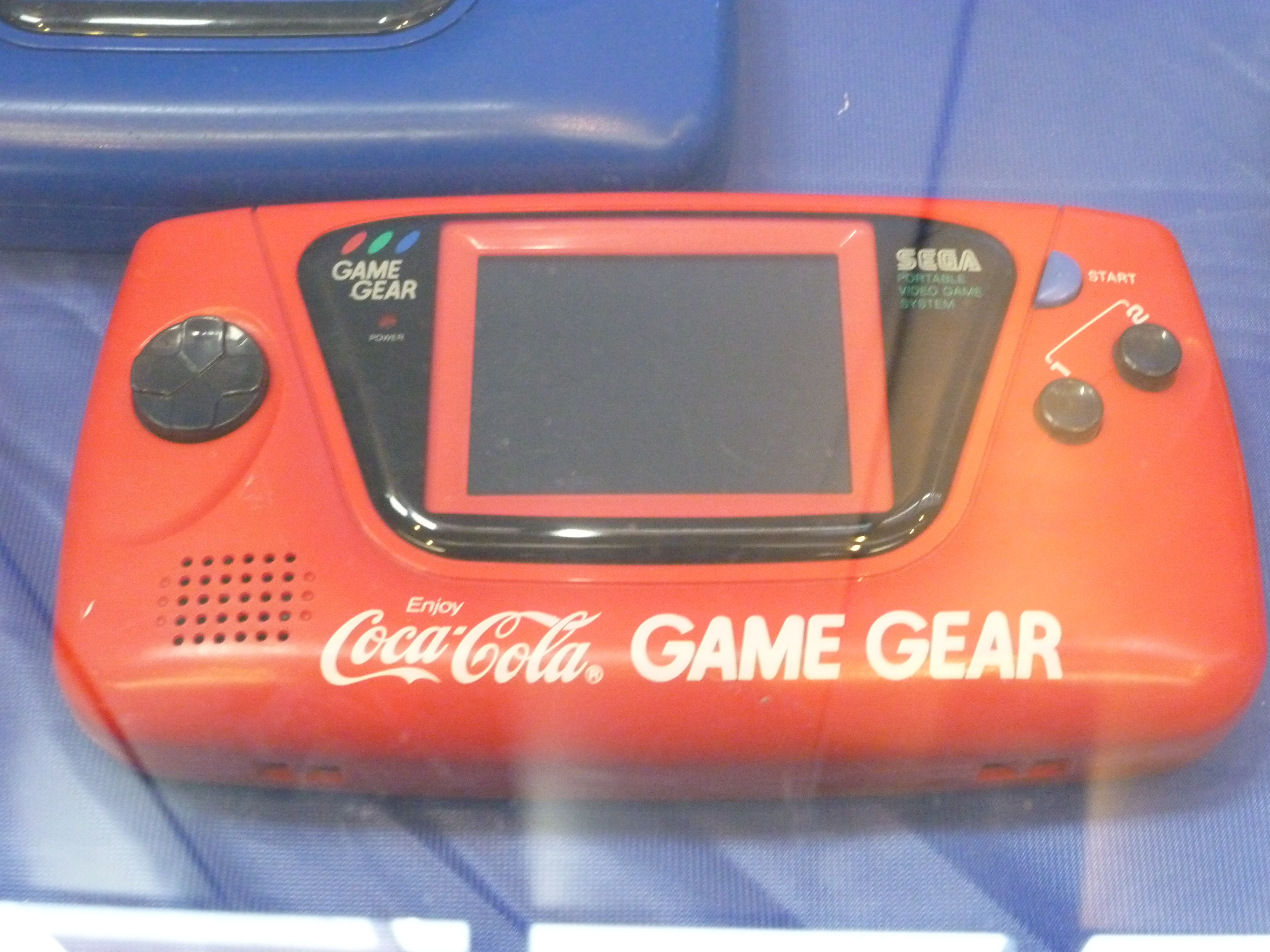
Game Gear im Coca-Cola-Design

Der Sega Game Gear (jap. ゲームギア, Gēmu gia) ist eine Handheld-Konsole von Sega, die erstmals am 6. Oktober 1990 in Japan veröffentlicht wurde. Als Konsole der vierten Generation stand er in direkter Konkurrenz zu Ataris Atari Lynx und Nintendos Game Boy.

## Beschreibung
Die Arbeit an der Konsole begann nach dem Erscheinen des Game Boys im Jahr 1989. Zu diesem Zeitpunkt lief die Entwicklung des Gerätes unter dem Codenamen Project Mercury. Das Ziel war es, ein dem Nintendo Game Boy überlegenes Produkt am Markt anbieten zu können.
Das System erschien am 6. Oktober 1990 in Japan, im Jahr 1991 in Nordamerika und in  Europa und erst im Jahr 1992 schließlich in Australien. Der unverbindliche Verkaufspreis lag zum Zeitpunkt der Markteinführung bei 299 DM. Ähnlich wie bei Nintendos Game Boy, der mit dem Spiel Tetris verkauft wurde, wurde der Game Gear im Bundle mit dem Spiel Columns verkauft.
Der Game Gear war im Prinzip ein tragbares Sega Master System, allerdings mit einer größeren Farbpalette und geringeren Auflösung. Dank Farbdisplay und Hintergrundbeleuchtung war er dem Game Boy grafisch überlegen, außerdem war die Soundausgabe besser. Der Prozessor war allerdings etwas langsamer getaktet (Game Boy 4,2 MHz, Game Gear 3,58 MHz). Zusätzlich gab es einen als Zubehör erhältlichen ansteckbaren TV-Tuner, der den Empfang des analogen Fernsehprogramms erlaubte.
Trotz seiner technischen Überlegenheit konnte der Game Gear keinen bedeutenden Marktanteil erzielen, was an der enormen Popularität des Game Boy und einer Reihe von Nachteilen gegenüber jenem lag:
- Der beleuchtete Bildschirm hatte zur Folge, dass die Batterielaufzeit mit sechs Mignon-Batterien ca. fünf Stunden betrug (bei der späteren optimierten Version vier Stunden). Mit einem als Zubehör erhältlichen SEGA-Akku-Pack waren es etwa vier Stunden mehr. Im Vergleich zu den durchschnittlich 14 Stunden des Game Boys mit vier Batterien ist dies sehr wenig.
- Die Form des Game Gears war vergleichsweise groß, sodass er sich dadurch nicht so leicht wie ein Game Boy in eine Jackentasche o. Ä. stecken ließ.
- Der Game Gear war mit einem Preis von etwa 300 DM doppelt so teuer wie der Game Boy.
- Die vergleichende Werbung in den USA, welche den weit verbreiteten und beliebten Game Boy als technisch simpel und seine Benutzer als einfältig diffamierte, verprellte sehr viele potenzielle Kunden.
- Hauptsächlich litt der Game Gear jedoch unter einem Mangel an Spielen. Da die Entwicklung erst nach der Veröffentlichung des Game Boy begann, hatten sich bereits viele Spieleentwickler auf diesen spezialisiert. Durch den fehlenden kommerziellen Erfolg des SEGA-Handheld bestand auch kein Anreiz, für beide Systeme zu entwickeln.

Aufgrund der technischen Ähnlichkeiten zwischen Master System und Game Gear wurden viele Master-System-Spiele portiert. Ein Konverter, der Master Gear, erlaubte es, Master-System-Spiele auf dem Game Gear zu spielen. Umgekehrt war dies nicht möglich, da der Game Gear über eine größere Farbpalette verfügte. Später profitierte der Game Gear von der Popularität des Sega Mega Drive und erhielt Portierungen von Mega-Drive-Spielen wie Ristar und den ersten zwei Teilen von Streets of Rage.
Zurückblickend gesehen wird der Game Gear weitestgehend als Fehlschlag betrachtet, warf für SEGA jedoch einen bescheidenen Gewinn ab. Trotzdem versuchte sich SEGA 1995 wieder auf dem Konsolenmarkt mit dem Sega Nomad, einem tragbaren Sega Mega Drive, welcher nie in Europa erhältlich war. Trotz allem schlug sich der Game Gear besser als andere Systeme, die versuchten, mit dem Game Boy zu konkurrieren. Die Game-Gear-Unterstützung wurde 1997 endgültig eingestellt; Majesco veröffentlichte 2001 jedoch eine spezielle Version des Game Gears (genannt Core) zum reduzierten Preis neben der Wiederveröffentlichung einiger Spiele.
Durch die zunehmende Verbreitung von DVB-T und der einhergehenden Analogabschaltung des terrestrischen Fernsehens in weiten Teilen Europas ist der Fernsehempfang mit dem optionalen TV-Tuner mittlerweile sowohl in Deutschland als auch in Österreich und der Schweiz nur noch mit einem Antennenadapter in Kabelnetzen möglich.
Ein weiteres Problem sind die verwendeten Kondensatoren, die mit der Zeit an Kapazität verlieren. Dies äußert sich durch einen sehr leisen Ton und einen sehr geringen Kontrast und einer geringen Helligkeit des Bildschirms.

## Technische Daten
- Hauptprozessor: Zilog Z80 (8-bit)
- Prozessortakt: 3,58 MHz
- Auflösung: 160 × 144 Pixel
- Darstellbare Farben: 4096
- Gleichzeitig darstellbare Farben: 32 (Fernsehtuner: alle 4096 gleichzeitig)
- Maximale Anzahl an Sprites: 64
- Sprite-Größe: 8 × 8 oder 8 × 16 (oder das Doppelte im Zoom-Modus)
- Bildschirmdiagonale: 8,1 cm (3,2 in)
- Hintergrundbeleuchtung: CCFL
- Größe: 20 cm × 11 cm × 3,4 cm
- Gewicht: etwa 400 g
- Stromversorgung: 6 AA-Batterien, Battery Pack oder 9-V-Netzstecker
- Audio: Vierkanalton
- RAM: 8 KB
- Video-RAM: 16 KB
- Zubehör: Fernsehtuner, FM-Tuner, Uhr, Battery Packs, Master Gear Converter, Screen Lens (Lupe für ein größeres Bild), Carry Case (Tasche für Game Gear, Battery Pack und einige Spiele), Gear2Gear-Linkkabel

## Spiele (Auswahl)
Es erschienen mehr als 300 Spiele für die Konsole. Eine Vielzahl davon waren Portierungen von anderen Sega-Konsolen wie dem Master System und Mega Drive.
Nachfolgend eine Liste ausgewählter Spiele:
- Castle of Illusion – Starring Micky Mouse
- Columns
- Micro Machines
- NBA Jam
- Power Strike II
- Road Rash
- The GG Shinobi II
- Sonic the Hedgehog
- Sonic the Hedgehog 2
- Sonic the Hedgehog Chaos
- Sonic the Hedgehog Triple Trouble
- Sonic Blast
- Streets of Rage
- Wonder Boy

## Game Gear Micro
Am 3. Juni 2020, dem 60. Jahr des Bestehens der Firma, stellte Sega den Game Gear Micro vor, der in vier verschiedenen Farben (grau, blau, gelb und rot) ab dem 6. Oktober 2020 ausschließlich in Japan zu einem Preis von 4.890 Yen, umgerechnet etwa 40 €, erhältlich war. Jede Variante hat vier unterschiedliche Spiele vorinstalliert:
- Grau: Sonic The Hedgehog, Out Run, Royal Stone und Puyo Puyo Tsu
- Blau: Sonic the Hedgehog Chaos, Gunstar Heroes, Sylvan Tale und Baku Baku Animal
- Rot: Shinobi, Columns und die beiden Megami-Tensei-Gaiden-Spiele
- Gelb: Shining Force Gaiden, Shining Force Gaiden 2, Shining Force Gaiden: Final Conflict und Nazo Puyo Aruru no Ru

Für umgerechnet etwa 200 € sollte es daneben ein Extra-Bundle geben, das alle vier Farbversionen sowie ein Vergrößerungsaccessoire namens „Big Window Micro“ enthält. Die Bildschirmdiagonale beträgt 1,15 Zoll (2,9 cm).